# 安茨拉 (市鎮)
安茨拉，是爱沙尼亚沃魯縣的一个乡村型市镇。行政中心为安茨拉。市镇面积为411平方公里，2021年时人口数量为4,442人。

## 行政管理
2017年爱沙尼亚行政改革后，原安茨拉市镇和烏爾瓦斯泰市镇合并成新的安茨拉市镇。
新的安茨拉市镇包括非独立市安茨拉、2个小镇和38个村庄。